# Harleston (Suffolk)
Harleston – wieś w Anglii, w hrabstwie Suffolk, w dystrykcie Mid Suffolk. Leży 22 km na północny zachód od miasta Ipswich i 107 km na północny wschód od Londynu.